# ۱ شوال
۱ شوال، اولین روز ماه شوال در تقویم هجری قمری است.
در تقویم هجری قمری قراردادی این روز دویست و شصت و هفتمین روز سال است.

## مناسبت‌ها
- عید فطر برای مسلمانان
- سالروز آغاز سلطنت فتحعلی شاه قاجار (دومین پادشاه سلسله قاجاریه - ۱۲۱۲ق)

## سال‌مرگ
- ۴۳ - عمرو عاص